# 小寺新六郎
小寺 新六郎（こでら しんろくろう、1918年12月14日 - 1985年10月29日）は、日本の実業家。元ユニチカ社長。

## 略歴
兵庫県武庫郡住吉村（現・神戸市東灘区）に小寺源吾（元大日本紡績（現・ユニチカ）社長、会長）の6男として生まれる。
1941年12月、慶應義塾大学経済学部卒業と同時に父が経営していた大日本紡績に入社し、軍隊時代は満州や沖縄を転戦した。
戦後は10年以上にわたり同社の原綿課に勤務し、次いでニューヨーク駐在を経た後、ビニロン輸出課長、ビニロン化繊部長、産業資材販売部長を歴任する。1970年11月にユニチカ取締役、1972年5月に常務、1973年11月に副社長を経て、1974年3月28日に社長に就任し、父・源吾と出身大学および役職を同じくする経歴を歩んだ。1982年4月6日に社長を退任して相談役となる。また、この間1980年4月から日本紡績協会会長も1年務めている。
1985年10月29日、大阪厚生年金病院にて肝不全により死去した。

## 人物
小寺は「至誠神に通ず」という言葉を愛しており、「誠をもってぶつかれば必ず道は開ける」ことを信念としていた。

## 系譜
- 祖父 - 成蔵（素封家、大日本紡績監査役）
  - 父 - 源吾（旧姓：西松、慶應義塾大学卒業、大日本紡績社長）
  - 母 - ひさ（成蔵の実子、敬一の実姉）
    - 兄 - 大次郎（三井銀行勤務）
    - 兄 - 熊三郎（京都帝国大学理学部化学研究室勤務）
    - 兄 - 武四郎（第10代学校法人関西学院院長、元関西学院大学学長および経済学部教授）
    - 兄 - 五郎（東京帝国大学農芸化学科出身）
    - 姉 - すみ（甲南高等女学校出身）

  - 叔父 - 敬一（関西学院高等商業学部教授、大丸百貨店監査役、神戸ゴルフ倶楽部理事）